# Хайнрих III (Каринтия)
Вижте пояснителната страница за други личности с името Хайнрих III.
Хайнрих III фон Каринтия (на немски: Heinrich III von Kärnten, * ок. 1050, † 4 декември 1122) от род Епенщайни, е граф на Епенщайн, маркграф на Крайна (1077 – 1093), Фриули (1077 – 1093), Истрия (1077/1086 - 1093) и Верона (1076/1090 - 1101/1102), херцог на Каринтия (1090 – 1122), фогт на Аквилея и Моозбург. Той е последният управляващ в Каринтия от род Епенщайни.

## Биография
Хайнрих е третият син на херцог Маркварт IV и на Луитбурга фон Плайн, дъщеря на граф Луитолд II фон Плайн († пр. 1103). Внук е на маркграф Адалберо от Епенщайн, който загубва през 1035 г. всичките си служби и дадените му собствености. Братята му са Луитполд фон Епенщайн (от 1077 до 1090 г. херцог на Каринтия и маркграф на Верона), Улрих (от 1085 патриарх на Аквилея) и Херман (1085 г. антиепископ на Пасау).
След смъртта на бездетния му брат Луитполд фон Епенщайн през 1090 г. император Хайнрих IV му дава Херцогство Каринтия. През 1093 г. Крайна отива към Аквилея и Истрия получава нов маркграф (1093).
През 1097 г. херцог Хайнрих III и брат му Улрих фон Епенщайн, патриарх на Аквилея, помагат на херцог Велф при осигуряването на неговото ломбардско наследство. През 1105 г. той е на страната на Хайнрих V и тръгва с него през 1108 г. против Унгария и през 1110/1111 г. за коронясването за император в Италия.
През 1122 г., една година след смъртта на брат му Улрих, Хайнрих III умира. С него се прекратява родът на Епенщайните. Той е погребан във фамилния манастир „Св. Ламбрехт“. Негов наследник като херцог на Каринтия става кръщелникът му Хайнрих IV от род Спанхайми. Богатата му собственост е наследена от Траунгаурските маркграфове на Марка Каринтия.

## Семейство и деца
Хайнрих III е женен три пъти:
1. ∞ ок. 1075: Беатрикс († 24 февруари), дъщеря на граф Ото I фон Дисен
2. ∞ ок. 1096: Лиутгарда († 21 юли), неизвестен произход
3. ∞ сл. 1103: София Австрийска от род Бабенберги († 2 май 1154), дъщеря на маркграф Леополд II от Австрия († сл. 1095) и на Ида фон Рателберг (1060 – 1101)

Трите му брака са бездетни.